# Carter c. Procureur général du Canada
Décision
Par la Cour
Jugement complet
Texte intégral
Carter c. Canada (Procureur général) est une décision de la Cour suprême du Canada, prise unanimement le 6 février 2015, où une disposition du Code criminel interdisant l'aide au suicide a été rendue illégale, rendant ainsi légal, pour des personnes adultes qui sont aptes mentalement et souffrant de manière intolérable et persistante, d'obtenir l'aide d'un médecin pour mourir. Cette décision fait suite à un procès intenté par plusieurs partis, incluant la famille de Kay Carter, une femme souffrant de sténose du canal vertébral dégénératif, et Gloria Taylor, une femme souffrant de sclérose latérale amyotrophique, qui affirmaient que l'interdiction de l'aide au suicide était contraire à la Charte canadienne des droits et libertés. Cette décision a renversé la décision de la même cour de 1993 dans l'affaire Rodriguez c. Colombie-Britannique (Procureur général) qui avait maintenu l'interdiction de l'aide au suicide.
La cour a suspendu son jugement pour 12 mois, faisant ainsi en sorte qu'elle prenne effet en 2016, afin de donner assez de temps au parlement fédéral d'amender ses lois. En janvier 2016, la cour a accordé une extension de quatre mois à cette suspension afin de donner assez de temps au gouvernement nouvellement élu du Parti libéral du Canada de consulter la population canadienne et d'amender ses lois. Comme mesure intérimaire, la Cour suprême du Canada a donné le droit aux cours provinciales d'approuver des demandes d'euthanasie jusqu'à ce que la nouvelle loi soit adoptée.

## Contexte
En 1972, le gouvernement du Canada a aboli la disposition du Code criminel interdisant le suicide. Cependant, l'article 241(b) du Code criminel prévoit que toute personne qui aide quelqu'un, ou lui conseille, à se donner la mort commet une infraction criminelle et l'article 14 prévoit que nul n'a le droit de consentir à ce que la mort lui soit infligée. Dans une décision en 1993, la Cour suprême du Canada a maintenu que l'interdiction de l'aide au suicide était constitutionnelle selon la Charte canadienne des droits et libertés dans son jugement lors de l'affaire Rodriguez c. Colombie-Britannique (Procureur général).
En avril 2011, l'Association des libertés civiles de la Colombie-Britannique (British Columbia Civil Liberties Association ou BCCLA) a déposé une poursuite officielle affirmant que les articles 14 et 241(b) du Code criminel violaient les articles 7 et 15 de la Charte canadienne des droits et libertés protégeant respectivement le droit à « la vie, la liberté et la sécurité de sa personne » et à « l'égalité ».
L'affaire a été entendue par la Cour suprême de la Colombie-Britannique qui a jugé en faveur de la BCCLA en juin 2012. Le gouvernement fédéral a porté la cause en appel à la Cour d'appel de la Colombie-Britannique qui a renversé le jugement dans une décision de 2 contre 1 en octobre 2013. À son tour, la BCCLA a porté l'affaire devant la Cour suprême du Canada.

## Décision de la Cour suprême du Canada
La Cour suprême du Canada a jugé que les articles 241(b) et 14 du Code criminel enfreignait de manière injustifiée l'article 7 de la Charte canadienne des droits et libertés et que cette violation n'était pas sauvegardée par l'article 1.